# Leptobrachium ailaonicum
Espèce
Synonymes
- Vibrissaphora ailaonica Yang, Chen & Ma, 1983
- Leptobrachium echinatum Dubois & Ohler, 1998
- Vibrissaphora echinata (Dubois & Ohler, 1998)

Statut de conservation UICN

 NT  : Quasi menacé
Leptobrachium ailaonicum est une espèce d'amphibiens de la famille des Megophryidae.

## Répartition
Cette espèce se rencontre :
- dans les environs du Phan Xi Păng dans le nord du Viêt Nam ;
- au Yunnan en République populaire de Chine.

## Étymologie
Cette espèce est nommée en référence au lieu de sa découverte, les monts Ailao.

## Publication originale
- Yang, Ma, Chen & Li, 1983 : Descriptions of two new pelobatid toads from Yunnan. Acta Zootaxonomica Sinica, vol. 1983, no 3, p. 323-327.